# Cyphocharax voga
Cyphocharax voga är en fiskart som först beskrevs av Hensel, 1870.  Cyphocharax voga ingår i släktet Cyphocharax och familjen Curimatidae. IUCN kategoriserar arten globalt som livskraftig. Inga underarter finns listade i Catalogue of Life.